# World Poker Tour (stagione 1)
Di seguito compaiono i risultati della prima stagione del World Poker Tour (2002–2003).

## Risultati

### Five Diamond World Poker Classic[1]
- Casinò: Bellagio, Las Vegas, Nevada
- Buy-in: $10.000
- Data: 27 maggio 2002 - 1º giugno 2002
- Iscritti: 146
- Montepremi complessivo: $1.416.200
- Posti pagati: 18

| Posizione | Nome          | Premio   |
| --------- | ------------- | -------- |
| 1°        | Gus Hansen    | $556.460 |
| 2°        | John Juanda   | $278.240 |
| 3°        | Freddy Deeb   | $139.120 |
| 4°        | John Hennigan | $83.472  |
| 5°        | Chris Bigler  | $62.604  |
| 6°        | Scotty Nguyen | $48.692  |

### Legends of Poker[1]
- Casinò: Bicycle Casinò, Los Angeles, California
- Buy-in: $5.000
- Data: 30 - 31 agosto 2002
- Iscritti: 134
- Montepremi complessivo: $670.000
- Posti pagati: 9

| Posizione | Nome               | Premio   |
| --------- | ------------------ | -------- |
| 1°        | Chris Karagulleyan | $258.000 |
| 2°        | Hon Le             | $122.550 |
| 3°        | Stan Goldstein     | $61.270  |
| 4°        | Mark Seif          | $38.700  |
| 5°        | Can Kim Hua        | $29.025  |
| 6°        | Kathy Liebert      | $22.575  |

### Costa Rica Classic[1]
- Casinò: Casinòs Europa, San José, Costa Rica
- Buy-in: $500 con rebuys da $500
- Data : 19 ottobre 2002
- Iscritti: 134
- Montepremi complessivo: $234.858
- Posti pagati: 10

| Posizione | Nome             | Premio   |
| --------- | ---------------- | -------- |
| 1°        | Jose Rosenkrantz | $108.730 |
| 2°        | Jamie Ligator    | $45.000  |
| 3°        | Luis Milanes     | $25.120  |
| 4°        | Dewey Tomko      | $14.650  |
| 5°        | Jamie Anteneloff | $11.510  |
| 6°        | R.A. Head        | $9.420   |

### Gold Rush[1]
- Casinò: Lucky Chances Casinò, Colma, California
- Buy-in: $3.000
- Data: 10 - 11 novembre 2002
- Iscritti: 152
- Montepremi complessivo: $456.000
- Posti pagati: 18

| Posizione | Nome               | Premio   |
| --------- | ------------------ | -------- |
| 1°        | Paul Darden        | $146.000 |
| 2°        | Chris Bigler       | $88.000  |
| 3°        | Antonio Esfandiari | $44.000  |
| 4°        | Phil Hellmuth      | $34.000  |
| 5°        | Vince Burgio       | $26.000  |
| 6°        | Tommy Garza        | $21.000  |

### World Poker Finals[1]
- Casinò: Foxwoods Casinò, Mashantucket, Connecticut
- Buy-in: $10.000
- Data: 14 - 17 novembre 2002
- Iscritti: 89
- Montepremi complessivo: $915.000
- Posti pagati: 10

| Posizione | Nome           | Premio   |
| --------- | -------------- | -------- |
| 1°        | Howard Lederer | $320.400 |
| 2°        | Layne Flack    | $186.900 |
| 3°        | Andy Bloch     | $102.350 |
| 4°        | Phil Ivey      | $75.650  |
| 5°        | Peter Giordano | $57.850  |
| 6°        | Ron Rose       | $44.500  |

### World Poker Open[1]
- Casinò: Binion's Horseshoe, Tunica, Mississippi
- Buy-in: $10.000
- Data: 28 - 31 gennaio 2003
- Iscritti: 160
- Montepremi complessivo: $1.600.000
- Posti pagati: 27
- Mano vincente: 6-5

| Posizione | Nome             | Premio   |
| --------- | ---------------- | -------- |
| 1°        | Dave Ulliott     | $589.175 |
| 2°        | Phil Ivey        | $290.130 |
| 3°        | Johnny Donaldson | $145.065 |
| 4°        | Buddy Williams   | $91.620  |
| 5°        | Jeremy Tinsley   | $68.715  |
| 6°        | Tommy Grimes     | $53.445  |

### Euro Finals of Poker[1]
- Casinò: Aviation Club de France, Parigi, Francia
- Buy-in: €10.000 ($10.790)
- Data: 12 - 15 febbraio 2003
- Iscritti: 86
- Montepremi complessivo: €831.000 ($894.510)
- Posti pagati: 9

| Posizione | Nome               | Premio              |
| --------- | ------------------ | ------------------- |
| 1°        | Christer Johansson | €500.000 ($538.213) |
| 2°        | Claude Cohen       | €160.000 ($172.228) |
| 3°        | Allen Cunningham   | €80.000 ($86.114)   |
| 4°        | Jacques Durand     | €32.000 ($34.446)   |
| 5°        | Tony G             | €16.000 ($17.223)   |
| 6°        | Alain Hagege       | €13.000 ($13.994)   |

### L.A. Poker Classic[1]
- Casinò: Commerce Casinò, Los Angeles, California
- Buy-in: $10.000
- Data: 21 - 24 febbraio 2003
- Iscritti: 136
- Montepremi complessivo: $1.360.000
- Posti pagati: 20

| Posizione | Nome            | Premio   |
| --------- | --------------- | -------- |
| 1°        | Gus Hansen      | $532.490 |
| 2°        | Daniel Rentzer  | $253.595 |
| 3°        | Andy Bloch      | $125.460 |
| 4°        | David Pham      | $80.080  |
| 5°        | Steven Shkolnik | $53.390  |
| 6°        | Bob Stupak      | $46.715  |

### Party Poker Million[1]
- Buy-in: $5.300
- Data: 6 marzo 2003
- Iscritti: 177
- Montepremi complessivo: $1.013.800
- Posti pagati: 9

| Posizione | Nome             | Premio   |
| --------- | ---------------- | -------- |
| 1°        | Howard Lederer   | $289.150 |
| 2°        | Chip Jett        | $175.900 |
| 3°        | Joe Simpkins     | $105.540 |
| 4°        | Maureen Feduniak | $79.155  |
| 5°        | Tim Lark         | $52.770  |
| 6°        | Daniel Coupal    | $43.975  |

### World Poker Challenge[1]
- Casinò: Reno Hilton, Reno, Nevada
- Buy-in: $5.000
- Data: 31 marzo 2003 - 2 aprile 2003
- Iscritti: 87
- Montepremi complessivo: $421.746
- Posti pagati: 9

| Posizione | Nome          | Premio   |
| --------- | ------------- | -------- |
| 1°        | Ron Rose      | $168.298 |
| 2°        | Cal Dykes     | $96.772  |
| 3°        | Tony Le       | $50.490  |
| 4°        | Paul Magriel  | $29.452  |
| 5°        | Mark Edwards  | $23.140  |
| 6°        | T.J. Cloutier | $18.934  |

### WPT Championship[1]
- Casinò: Bellagio, Las Vegas, Nevada
- Buy-in: $25.000
- Data: 14 - 18 aprile 2003
- Iscritti: 111
- Montepremi complessivo: $2.691.750
- Posti pagati: 28

| Posizione | Name             | Premio     |
| --------- | ---------------- | ---------- |
| 1°        | Alan Goehring    | $1.011.886 |
| 2°        | Kirill Gerasimov | $506.625   |
| 3°        | Phil Ivey        | $253.313   |
| 4°        | Doyle Brunson    | $159.987   |
| 5°        | Ted Forrest      | $119.990   |
| 6°        | James Hoeppner   | $93.326    |